# 半藤英明
半藤 英明（はんどう ひであき、1960年2月18日- ）は、日本の日本語学者。熊本県立大学名誉教授・元学長。博士（文学）。

## 来歴
東京都生まれ。
成蹊大学文学部卒業、1985年に同大学院文学研究科修士課程修了、2004年に「係助詞と係結びの研究」で博士（文学）。
1986年に帝京大学中学校・高等学校教諭、1992年に穎明館中学校・高等学校教諭、1996年に静岡英和女学院短期大学国文学科専任講師、1997年に助教授、2001年に熊本県立大学文学部助教授を経て、2004年に同教授。2007年に同大学大学院文学研究科長。2010年に同大学副学長。2016年に第13代学長。
一般社団法人公立大学協会理事、大学コンソーシアム熊本代表理事（会長）、全国大学コンソーシアム協議会幹事、公益財団法人大学基準協会理事、熊本日日新聞第10期「読者と報道を考える委員会」、九州ルーテル学院大学外部評価委員会委員長、文部科学省大学設置・学校法人審議会大学設置分科会特別委員、大学基準協会基準委員会委員長、熊本県私立学校審議会会長などを歴任。
地温短歌会所属。熊本県歌人協会、日本歌人クラブ所属。新南風（しんなんぷう）代表。熊本日日新聞社で中学生新聞コンクール（2024年まで）の審査員をつとめた。NIEネットワーク熊本代表。熊本県民文芸賞審査委員。熊本県文化懇話会常任世話人・熊本県文化協会常務理事。日本現代詩歌文学館振興会評議員。

## 研究内容
専門は日本語学、特に日本語文法、助詞の研究。係り結びに関する研究・著作が多い。
熊本の文学者や文化について積極的な発信をしている。2008年、徳冨蘆花生誕140年記念シンポジウムのコーディネーターを契機に徳冨蘆花研究に携わり、熊本県水俣市や菊池市などで講演した。東洋英和女学院に蘆花筆の妻愛子入学願書が残されていることを明らかにした。
夏目漱石にも詳しい。草枕、二百十日、三四郎を、くまもと三部作と呼ぶことを主張した。夏目漱石と徳富蘇峰、蘆花兄弟の関係について「少しいびつな三角形（トライアングル）」と述べている。漱石の小説は教訓があり、小説家というより教師が書いた小説であるを持論とする。2019年発足のNPO法人くまもと漱石文化振興会（小野友道理事長）で副理事長に就任、2025年6月から理事長。漱石文化みらい会議くまもと有識者会議のメンバー（座長は姜尚中氏）。
2015年1月、熊本の伝統ある短歌結社「南風」を引き継ぎ『新南風』を創刊する。石牟礼道子は、かつて「南風」で歌を学んでいたことを自伝『葭の渚』に書いている。
2023年10月、熊本県歌人協会会長に就任。

## 著書
- 『西行物語：本文と総索引』青木伶子・堀内裕明共編、笠間書院、1996年。ISBN 4-305-20110-0
- 『係助詞と係結びの本質』新典社、2003年。ISBN 4-7879-4153-4
- 『係結びと係助詞：「こそ」構文の歴史と用法』 大学教育出版、2003年。ISBN 4-88730-544-3
- 『日本語助詞の文法』新典社、2006年。ISBN 4-7879-4177-1
- 『日本語基幹構文の研究』新典社、2018年。ISBN 978-4-7879-4304-0
- 『徳冨蘆花：天性に順ひ、眼光に依頼せよ』ミネルヴァ書房〈ミネルヴァ日本評伝選〉、2022年。ISBN 978-4-623-09463-9